# Hymenoepimecis heidyae
Hymenoepimecis heidyae är en stekelart som beskrevs av Ian D. Gauld 1991. Hymenoepimecis heidyae ingår i släktet Hymenoepimecis och familjen brokparasitsteklar. Inga underarter finns listade i Catalogue of Life.